# Thị trưởng Chính phủ Nhân dân thành phố Trùng Khánh
Thị trưởng Chính phủ Nhân dân thành phố Trùng Khánh (Tiếng Trung Quốc: 重庆市人民政府市长, Bính âm Hán ngữ: Chóng Qìng shì Rénmín Zhèngfǔ Shì zhǎng, Từ Hán - Việt: Trùng Khánh thị Nhân dân Chính phủ Thị trưởng) được bầu cử bởi Đại hội Đại biểu Nhân dân thành phố Trùng Khánh, lãnh đạo bởi thành viên của Đảng Cộng sản Trung Quốc. Cán bộ, công chức lãnh đạo, là Thị trưởng Chính phủ Nhân dân thành phố Trùng Khánh có cấp bậc Chính Tỉnh - Bộ, hàm Bộ trưởng, thường là Ủy viên Ủy ban Trung ương Đảng Cộng sản Trung Quốc các khóa, chức vụ tên gọi khác của Tỉnh trưởng Chính phủ Nhân dân. Thị trưởng Chính phủ Nhân dân thành phố là lãnh đạo thứ hai của thành phố, đứng sau Bí thư Thành ủy. Thị trưởng Chính phủ Nhân dân thành phố Trùng Khánh đồng thời là Phó Bí thư Thành ủy thành phố Trùng Khánh.
Thị trưởng Chính phủ Nhân dân thành phố Trùng Khánh hiện tại là Đường Lương Trí.

## Lịch sử

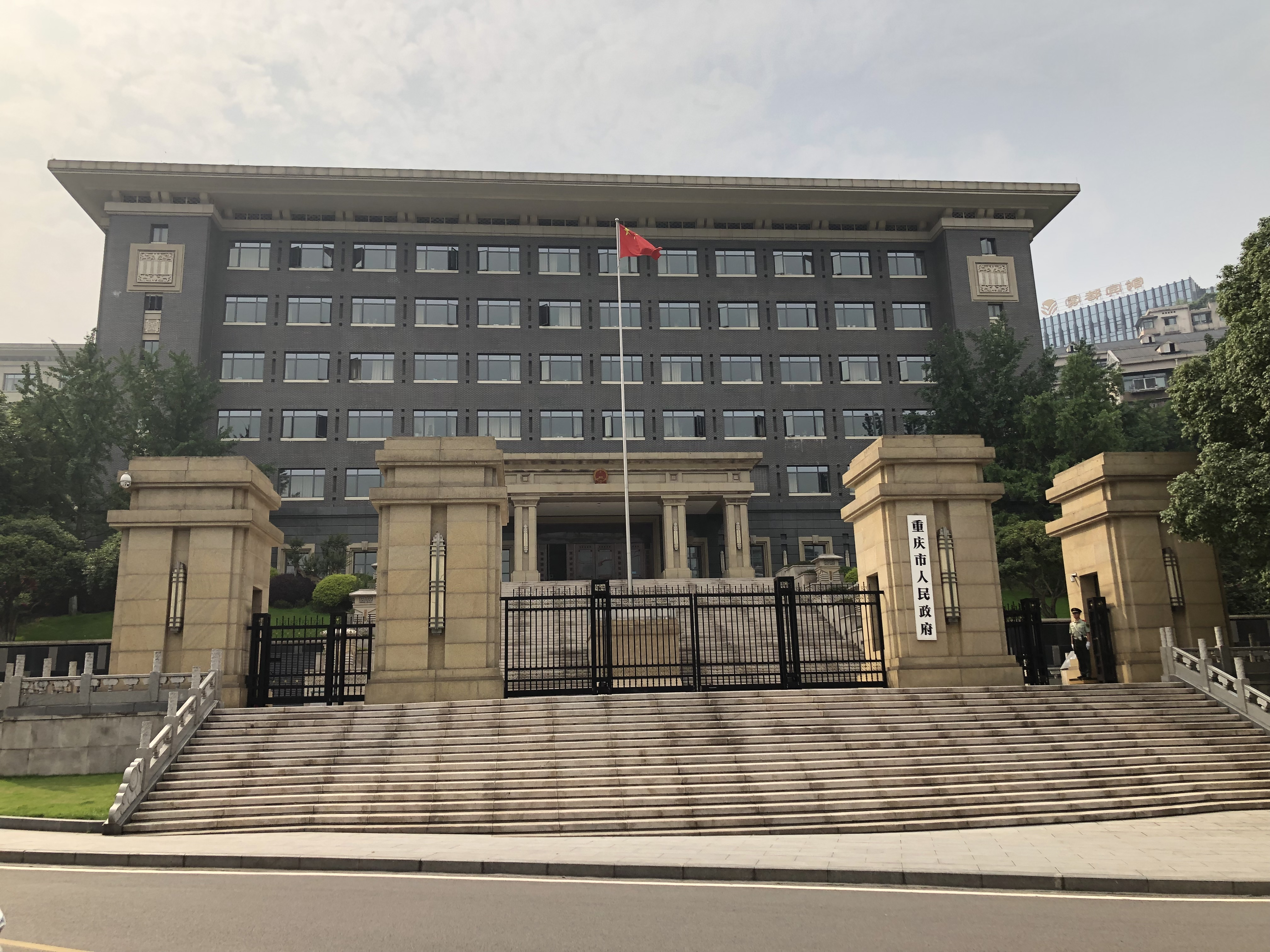
Trụ sở Chính phủ Trùng Khánh

Trong những năm 1949 – 1997, Trùng Khánh là một địa cấp thị trực thuộc Tứ Xuyên, cùng với Tứ Xuyên tạo thành đơn vị cấp tỉnh đông dân số nhất Trung Quốc. Vào ngày 14 tháng 3 năm 1997, Phiên họp thứ năm của Đại hội Đại biểu Nhân dân Toàn quốc lần thứ VIII đã xem xét và phê chuẩn đề xuất sáp nhập các khu vực địa cấp thị Trùng Khánh, Vạn Châu, Phù Lăng, và Kiềm Giang của tỉnh Tứ Xuyên để thành lập thành phố Trùng Khánh. Năm 1997, khi chia tách, tổng dân số của Trùng Khánh và Tứ Xuyên là 114.720.000 người. Vào tháng sáu cùng năm, Chính phủ Nhân dân thành phố Trùng Khánh được tổ chức, nâng cấp là cơ quan cấp tỉnh. Mục tiêu nhằm thúc đẩy sự phát triển các khu vực phía tây, tương đối nghèo hơn Trung Quốc. Là một khu vực công nghiệp quan trọng ở phía tây Trung Quốc, Trùng Khánh nhanh chóng đô thị hóa.

Từ đó cho đến năm 2020, Trùng Khánh có sáu Thị trưởng Chính phủ Nhân dân thành phố Trùng Khánh, gồm: Bồ Hải Thanh (1997 – 1999) từ Thị trưởng địa cấp thị Trùng Khánh trước năm 1997 nâng lên thành Thị trưởng trực hạt thị, Bao Tự Định (1999 – 2002), Vương Hồng Cử (2002 – 2009), Hoàng Kì Phàm (2009 – 2016), Trương Quốc Thanh (2016 – 2017), Đường Lương Trí từ năm 2017. Hiện tại, Đường Lương Trí là Thị trưởng Trùng Khánh, Trương Quốc Thanh là Thị trưởng Thiên Tân, thời gian công tác ở Trùng Khánh là một năm tạm thời của ông.

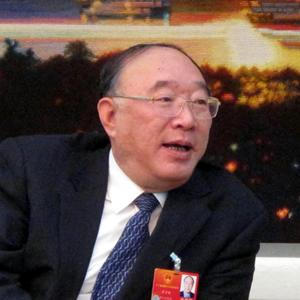
Hoàng Kì Phàm (1952), Thị trưởng Chính phủ Nhân dân thành phố Trùng Khánh (2009 – 2016).

Với những đặc thù về thời gian, vị trí địa lý, tình hình chung, các Thị trưởng Trùng Khánh giai đoạn 1997 – 2020 này có sự khác biệt. Chưa có Thị trưởng được điều chuyển, bổ nhiệm chức vụ lãnh đạo cao cấp. Tháng 1 năm 2008, Vương Hồng Cử được tái bầu cử là Thị trưởng nhưng đã từ chức vào ngày 30 tháng 11 năm 2009, khi chưa đến tuổi nghỉ hưu. Lúc này, Bạc Hy Lai là lãnh đạo Trùng Khánh, kiểm soát chính trị toàn bộ, ông cũng là người Trùng Khánh duy nhất từng giữ vị trí cho đến nay. Kế nhiệm Vương Hồng Cử là Hoàng Kì Phàm. Hoàng Kì Phàm được điều chuyển đến làm việc tại Trùng Khánh từ năm 2001, vài năm sau khi thành phố được nâng lên thành trực hạt thị tương đương với Thượng Hải. Ông là Phó Thị trưởng từ năm 2001 đến 2009 và là Ủy ban Thường vụ Tỉnh ủy Trùng Khánh. Điều đặc biệt là ông đã công tác phụ tá suốt bốn vị lãnh đạo tối cao Trùng Khánh, tức Bí thư Thành ủy thành phố Trùng Khánh Hạ Quốc Cường, Uông Dương, Bạc Hy Lai và Trương Đức Giang, mỗi người có một tư tưởng chính trị và chỉ đạo độc đáo, và tất cả đều tiếp tục trở thành cán bộ cao cấp, Lãnh đạo Quốc gia và Lãnh đạo cấp Phó Quốc gia. Hoàng Kì Phàm được coi là đã tồn tại trong những lần thay đổi đó, mệnh danh (四朝元老, Tứ Triều Nguyên Lão, nghĩa là người phục vụ bốn hoàng đế). Ông được coi là đồng minh chính trị quan trọng của Bạc Hy Lai, người đột ngột không được lãnh đạo quốc gia ủng hộ sau sự kiện Vương Lập Quân vào tháng 2 năm 2012, bị cách chức và tháng 3 năm 2013. Hoàng Kì Phàm đã gây bất ngờ khi tiếp tục giữ chức vị, phụ tá Trương Đức Giang, lãnh đạo Trùng Khánh tiếp theo

## Danh sách Thị trưởng Chính phủ Nhân dân thành phố Trùng Khánh
Từ năm 1997 đến nay, Chính phủ Nhân dân thành phố Trùng Khánh có bảy Thị trưởng Chính phủ Nhân dân.
| STT                                                              | Họ tên                                                           | Quê quán                                                         | Sinh năm                                                         | Nhiệm kỳ                                                         | Chức vụ về sau (gồm hiện) quan trọng                                                                                       | Chức vụ trước, tình trạng                                        |
| Thị trưởng Chính phủ Nhân dân thành phố Trùng Khánh (1997 - nay) | Thị trưởng Chính phủ Nhân dân thành phố Trùng Khánh (1997 - nay) | Thị trưởng Chính phủ Nhân dân thành phố Trùng Khánh (1997 - nay) | Thị trưởng Chính phủ Nhân dân thành phố Trùng Khánh (1997 - nay) | Thị trưởng Chính phủ Nhân dân thành phố Trùng Khánh (1997 - nay) | Thị trưởng Chính phủ Nhân dân thành phố Trùng Khánh (1997 - nay)                                                           | Thị trưởng Chính phủ Nhân dân thành phố Trùng Khánh (1997 - nay) |
| ---------------------------------------------------------------- | ---------------------------------------------------------------- | ---------------------------------------------------------------- | ---------------------------------------------------------------- | ---------------------------------------------------------------- | --- | ---------------------------------------------------------------- |
| 1                                                                | Bồ Hải Thanh                                                     | Nam Sung Tứ Xuyên                                                | 1941                                                             | 06/1997 - 06/1999                                                | Nguyên Chủ nhiệm Ủy ban Xây dựng dự án Tam Hiệp Quốc vụ viện.                                                              | Trước đó là Thị trưởng Trùng Khánh cấp Phó tỉnh.                 |
| 2                                                                | Bao Tự Định                                                      | Vô Tích Giang Tô                                                 | 1939                                                             | 06/1999 - 19/2002                                                | Nguyên Bộ trưởng Bộ Cơ khí Công nghiệp Trung Quốc (đã giải thể).                                                           | Trước đó là Phó Chủ nhiệm Ủy ban Kế hoạch Quốc gia Trung Quốc.   |
| 3                                                                | Vương Hồng Cử                                                    | Trùng Khánh                                                      | 1945                                                             | 10/2002 - 11/2009                                                | Nguyên Thị trưởng Chính phủ Nhân dân thành phố Trùng Khánh                                                                 | Trước đó là Phó Bí thư Thành ủy thành phố Trùng Khánh.           |
| 4                                                                | Hoàng Kì Phàm                                                    | Thiệu Hưng Chiết Giang                                           | 1952                                                             | 11/2009 - 12/2016                                                | Nguyên Thị trưởng Chính phủ Nhân dân thành phố Trùng Khánh                                                                 | Trước đó là Phó Bí thư Thành ủy thành phố Trùng Khánh.           |
| 5                                                                | Trương Quốc Thanh                                                | Tín Dương Hà Nam                                                 | 1964                                                             | 12/2016 - 12/2017                                                | Ủy viên Ủy ban Trung ương Đảng Cộng sản Trung Quốc khóa XIX, Thị trưởng Chính phủ Nhân dân thành phố Thiên Tân             | Trước đó là Chủ tịch Tập đoàn Công nghiệp Quốc phòng Trung Quốc. |
| 6                                                                | Đường Lương Trí                                                  | Kinh Châu Hồ Bắc.                                                | 1960                                                             | 12/2017 -                                                        | Ủy viên dự khuyết Ủy ban Trung ương Đảng Cộng sản Trung Quốc khóa XIX, Thị trưởng Chính phủ Nhân dân thành phố Trùng Khánh | Trước đó là Bí thư Thành ủy Thành Đô.                            |

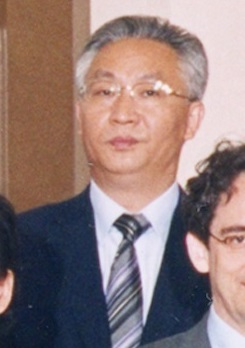
Trương Quốc Thanh (1964), Ủy viên Ủy ban Trung ương Đảng Cộng sản Trung Quốc khóa XIX, Thị trưởng Chính phủ Nhân dân thành phố Trùng Khánh (2016 - 2017).
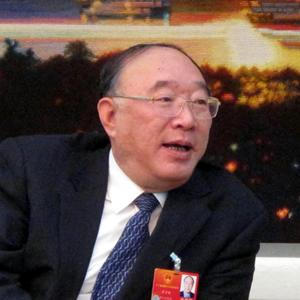
Hoàng Kì Phàm (1952), Thị trưởng Chính phủ Nhân dân thành phố Trùng Khánh (2009 - 2016).

Từ năm 1997 đến 2020, Trùng Khánh chưa có cán bộ cao cấp nào từng giữ vị trí Thị trưởng Chính phủ Nhân dân thành phố Trùng Khánh.